# City Football Group
El City Football Group Limited (CFG) es una sociedad de cartera que administra clubes de fútbol. El grupo es propiedad de tres organizaciones; de los cuales el 78% es propiedad mayoritaria del Abu Dhabi United Group, el 10% de la firma estadounidense Silver Lake y el 12% de las firmas chinas China Media Capital y CITIC Group.
El grupo deriva su nombre del Manchester City, su club de fútbol insignia y en el que actúa como la empresa matriz del club. También posee participaciones en clubes de Estados Unidos, Australia, India, Italia, Japón, España, Uruguay, China, Bélgica y Francia.

## Historia
Fundado en 2013, el City Football Group es la realización de una visión empresarial del exvicepresidente de Economía del FC Barcelona, Ferran Soriano, comenzando con la creación de academias en el extranjero con la marca Barça. Soriano se puso en contacto con el comisionado de la Major League Soccer, Don Garber, sobre la creación de una franquicia de la MLS con la marca Barcelona y la pareja progresó hasta el punto de buscar varios lugares para ubicar al equipo, pero finalmente estos planes se redujeron cuando Soriano y otros siete miembros de la junta de Barcelona optaron por dimitir en protesta por el liderazgo del entonces presidente Joan Laporta.
Después de un descanso de cuatro años de la gestión del fútbol, Soriano fue contratado a fines de 2012 para reemplazar a Garry Cook como director ejecutivo del Manchester City tras la renuncia de este último. Allí fue cuando Soriano revivió sus ambiciones de crear una entidad comercial mundial del fútbol, comenzando por reanudar los diálogos con Garber. Sus conversaciones dieron como resultado que, un año después, en mayo de 2013, el New York City FC fuese anunciado como el vigésimo equipo en la expansión de la MLS. En el proceso de gestión de la creación de un segundo equipo de fútbol, se creó el City Football Group, diseñado para ser el holding al que pertenecían tanto el Manchester City como el NYC. City Football Group se expandió a principios de 2014 cuando se asoció con el equipo de la liga de rugby Melbourne Storm, acuerdo en el cual adquirió una participación mayoritaria en la franquicia Melbourne Heart de la A-League por 12 millones de dólares australianos. Posteriormente, el club sería rebautizado como Melbourne City FC y su escudo cambió, como parte de los primeros intentos de City Football Group por crear sinergias en sus inversiones con el Manchester City como marca, y los colores del club cambiaron lentamente a azul cielo con su las rayas rojas y blancas se conservan como colores de distancia.
En las semanas posteriores a la compra de Melbourne City, el City Football Group indicó sus intenciones de invertir en el fútbol femenino, cambiando el nombre de la filial femenina del Manchester City como Manchester City Women's Football Club, y presionó con éxito para que el equipo se agregara al nivel superior de la FA: la Women's Super League, prometiendo invertir en el fútbol femenino a una escala nunca antes vista en Inglaterra. Luego, al año siguiente, el grupo volvería a crecer con la compra de un 20% del equipo japonés Yokohama F. Marinos, el equipo tradicional de la empresa del grupo patrocinador Nissan.
En abril de 2017, después de una pausa de casi tres años en su expansión, City Football Group anunció la adquisición del equipo de segunda división uruguaya Club Atlético Torque, que luego pasaría a llamarse Montevideo City Torque. Varios meses después, se anunció también la compra del 47% del club español de segunda división Girona, un club con vínculos de propiedad con el actual entrenador del Manchester City, Pep Guardiola.
El 2019 vio el comienzo de un aumento en la actividad del City Football Group; la compra del club chino de tercera división Sichuan Jiuniu fue seguida hacia fines de año por una segunda empresa en Asia, cuando el grupo compró una participación mayoritaria en la franquicia de la Superliga india Mumbai City. En el 2020 también haría dos compras de clubes en el fútbol europeo, primero del Lommel de Bélgica y luego del Troyes de Francia,con ambos movimientos caracterizados porque los clubes comprados serían rescatados de dificultades financieras y vinculados a los daños económicos provocados por la pandemia de COVID-19. En el mismo año, también expandirían sus intereses comerciales al tomar el control exclusivo de Goals Soccer Centers, un negocio de fútbol sala con sede en Estados Unidos, un negocio en el que habían invertido anteriormente, luego del casi colapso de los propietarios de la compañía por un escándalo interno.

## Principios e intereses
Desde sus inicios, los comentaristas han establecido paralelismos entre el City Football Group y las ideas de Ferran Soriano detalladas en su libro de 2011 Goal: The Ball Doesn't Go In By Chance, en el que Soriano señaló que la evolución natural de las marcas de los clubes era expandirse globalmente, y que hacerlo podría incluir la creación de clubes franquicia en ligas extranjeras. Su libro continuó exponiendo la noción de que atraer a los fanáticos extranjeros que no tenían lealtades extranjeras fuertemente arraigadas era una faceta importante del crecimiento comercial de las marcas deportivas, y que brindarles a esos fanáticos un lado nacional para apoyar junto con afiliados a su club europeo podría fomentar una mayor fidelidad de su parte. Esta idea se denomina Disneyización (en inglés Disneyfication), por el profesor y experto en deporte euroasiático en Emlyon Business School y hombre de confianza de Soriano, Simon Chadwick.

### Branding y desarrollo de jugadores
El crecimiento inicial del grupo se centró en equipos que compartían una identidad común y una marca asociada, que se alineaban con la identidad tradicional del Manchester City y se consideraba una forma clave de ayudar al club de Manchester a aumentar su apoyo en el extranjero. Esto también coincidió con el bien informado interés de Soriano en colocar al City Football Group como un eje en la apertura de los mercados nacionales en los que el fútbol no había podido asegurar previamente una presencia sólida, a través de la operación y la inversión en franquicias en esos países.
La primera entidad en unirse a CFG fue el recién creado New York City FC, y el club anunció que luciría el familiar uniforme azul cielo con pantalones cortos blancos con los que tradicionalmente se ha asociado al Manchester City, y el renombrado Melbourne City también cambió a azul cielo después de derrotar a los desafíos del club Sydney FC de la A-League. Con la compra de Mumbai City y el cambio de nombre del Club Atlético Torque a Montevideo City Torque, cinco equipos del grupo presentan la palabra City en su nombre y, de manera similar, los cinco usan uniformes azul cielo. El estilo de escudo circular de NYCFC también sería imitado por Manchester City, Melbourne City y City Torque. A raíz de estos cambios, se informó que el objetivo de la empresa era tener un equipo en cada continente con la marca "City" en su nombre.
Los desarrollos dentro de la academia del Manchester City conducirían en última instancia a un cambio en la estrategia y el enfoque del grupo. Los esfuerzos para continuar con su éxito en atraer talento juvenil llevaron a la compra de jugadores prometedores en los primeros años de la adolescencia, muchos de los cuales se venderían para obtener una gran ganancia. Esto llevó a la gerencia ejecutiva de Soriano y CFG a cambiar sus ambiciones para poner más énfasis en la compra de clubes más pequeños en mercados de fútbol fuertes existentes, con la intención de convertirlos en centros especialistas para adquirir y entrenar a futuras estrellas de sus áreas locales. Como resultado, se ha reducido el énfasis en que los clubes compartan los colores de la equipación y tengan distintivos y nombres perceptiblemente similares. Fuera de Mánchester, los clubes europeos dentro del CFG en particular no han visto ningún cambio en sus identidades más allá del uso del azul cielo como color de franja de cambio en Girona. Lo mismo ocurre con los clubes asiáticos Yokohama F. Marinos y Sichuan Jiuniu.

### Colaboración entre clubes
Una de las filosofías fundamentales de City Football Group desde sus inicios ha sido el apoyo mutuo de los clubes a través de la exploración combinada y el intercambio de jugadores. Si bien prácticamente todos los grandes clubes europeos operan una red de exploración internacional, las demandas financieras hacen que sea imposible acceder al conocimiento local en países extranjeros en la misma medida en que lo haría un club nacional. Por lo tanto, los clubes del CFG se brindan servicios invaluables entre sí mediante el uso de sus propias redes locales de exploración para compartir información sobre jugadores entre clubes. Con su conocimiento combinado, el grupo anuncia que tiene una amplia información sobre medio millón de jugadores en todo el mundo. Poseer una red de este tipo permite a los clubes locales fichar jugadores en una etapa temprana de su desarrollo, con la certeza de que la variedad de clubes que posee CFG significa que pueden colocarse en cualquiera de varios lados a medida que continúa su desarrollo. El elemento de intercambio de jugadores de la red City se anunció por primera vez con la transferencia de alto perfil de Aaron Mooy de Melbourne City a Manchester City, un caso temprano de utilización de la red para respaldar la generación de ingresos. En la temporada 2020-21, el Manchester City envió a 14 jugadores juveniles de origen extranjero en calidad de préstamo, principalmente a otros clubes del grupo.
Además de los movimientos internos de jugadores, el CFG también ha buscado fomentar los movimientos del cuerpo técnico dentro de su red; entre las reubicaciones más notables se encuentran el técnico francés Erick Mombaerts, que ha trabajado con Yokohama F. Marinos, Melbourne City y Troyes, el técnico del Manchester City Women's Nick Cushing, transferido a Nueva York y el entrenador inglés Liam Manning, transferido desde el la academia del NYC para hacerse cargo de la dirección del primer equipo de Lommel.
La segunda de las filosofías centrales de CFG con respecto a la colaboración entre clubes es el intercambio de información técnica dentro y fuera de la cancha. Basado en las tácticas del entrenador del Manchester City, Pep Guardiola, codiciado durante mucho tiempo para el puesto de Mánchester por Ferran Soriano y Txiki Begiristain después de su experiencia trabajando con él en Barcelona, todos los clubes del City Football Group tienen acceso a extensas bases de datos, de las tácticas y los métodos de entrenamiento del Manchester City, lo que les permite a todos seguir la directiva del grupo para usar el mismo estilo de fútbol, un estilo que en ocasiones se conoce como City Way. Esta sinergia de estilo táctico se extiende más allá de sus primeros equipos a las canteras y secciones femeninas. Además de esto, los clubes también comparten otra información, como la médica, el seguimiento del rendimiento y la gestión de los jugadores.

### Inversión en el fútbol femenino
Cuatro de los diez clubes de City Football Group tienen equipos femeninos, y se espera que Montevideo City Torque lance uno en 2021 y el NYC ya sostuvo previamente conversaciones sobre una afiliación con Sky Blue FC en 2014. Tanto en Mánchester como en Melbourne, el CFG relanzó nuevos equipos femeninos en 2014 y 2015, prometiendo invertir en el fútbol femenino de formas sin precedentes. En ambas ciudades, los equipos femeninos finalmente recibirían instalaciones a medida que, en contraste con el estándar de los clubes de fútbol, compartían lugares de entrenamiento con sus equipos masculinos afiliados. De manera similar, ambas ciudades obtendrían retornos por su inversión, con el Manchester City Women's terminando repetidamente entre los dos primeros y ganando una serie de trofeos nacionales; mientras que la inversión sin precedentes del Melbourne City en el fútbol femenino australiano, un área que anteriormente había estado subfinanciada y en gran parte olvidada en el país, se ganó los aplausos del equipo por su visión de futuro y vería a su lado femenino coronarse ganador de la A-League Women cuatro veces en cinco temporadas.

### Deportes electrónicos
Buscando capitalizar el crecimiento de los deportes electrónicos y que el City Football Group sea visto como siempre a la vanguardia de la innovación, CFG hizo su primera incursión en los juegos digitales en junio de 2016 cuando firmaron a Kieran "Kez" Brown para representar al Manchester City en la FIFA, torneos y eventos de fanáticos, así como para crear contenido digital para sus perfiles de redes sociales.
Durante los años siguientes, el grupo amplió su presencia en los deportes electrónicos ya que la mayoría de sus clubes firmaron jugadores para representarlos en los torneos de FIFA, y la mayoría de los clubes mantuvieron un jugador de PlayStation y un jugador de Xbox en sus filas para representarlos en todo momento. Para principios de 2021, el CFG tendría un total de 16 jugadores profesionales de deportes electrónicos en sus diversos clubes. En 2021, el Manchester City se convirtió en el primer club del City Football Group en expandirse más allá de la FIFA cuando firmaron a Aiden "Threats" Mong para representarlos en los torneos de Fortnite.A diferencia de los otros equipos del CFG, el Manchester City también crearía equipos de esports separados en China y Corea del Sur para competir en torneos localizados en Asia.
Además de tener sus propios jugadores de esports, CFG también ha colaborado con equipos existentes. En 2019, el Manchester City anunció una asociación con FaZe Clan en la que los dos organizarían varias competiciones de deportes electrónicos y líneas de merchandising, además de permitir que los jugadores de FIFA de City y FaZe compartan instalaciones y entrenen juntos. En 2022, CFG anunció que patrocinaría a Blue United eFC, en un movimiento que vería al Blue United usar camisetas azul cielo estilo CFG en eventos competitivos.

## Clubes propiedad del CFG

### Manchester City Football Club
El Abu Dhabi United Group se fundó en el verano de 2008, cuando el jeque Mansour bin Zayed Al Nahyan buscaba hacerse cargo del Manchester City Football Club, del que era dueño el ex primer ministro de Tailandia, Thaksin Shinawatra. El Abu Dhabi United Group se creó para facilitar la compra del club de la Premier League.
Después de su adquisición, el Manchester City se lanzó a una revisión completa de todos los clubes, con la intención de llegar a la cima lo más rápido posible. En la cancha, las temporadas siguientes vieron al equipo bajo la dirección de Mark Hughes y luego una segunda vez bajo la dirección de Roberto Mancini, ya que el cabildeo de los clubes establecidos de la UEFA Champions League en la Premier League obligó al equipo de Mánchester a actuar rápidamente para alcanzar los puestos de la Liga de Campeones antes de las Regulaciones de Juego Limpio Financiero, que habían sido recientemente implementadas y hacía inviable que los equipos gastaran fuera de sus ganancias en un intento de ascender en la tabla. Mientras tanto, fuera de la cancha, el City gastó 10 millones de libras esterlinas en la renovación de la base de la academia de Platt Lane mientras formulaban planes para producir una instalación de entrenamiento y academia de 100 millones de libras esterlinas en un terreno frente a su estadio, estudiando las instalaciones de entrenamiento de todo el mundo en un intento de crear el desarrollo más importante del mundo en su campo. Esto se produjo junto con el anuncio en 2014 de que habían recibido permiso de planificación para aumentar la capacidad de su estadio a más de 62.000, convirtiéndolo en el segundo estadio de club más grande de Inglaterra. Se invirtió más en el campo de la participación de los fanáticos, donde el City se comprometió con una política de ganar el concurso de popularidad mundial con una exhibición masiva de las redes sociales. Desde el comienzo de la temporada 2016-17, el Manchester City ha sido entrenado por el exjugador y entrenador del FC Barcelona, Pep Guardiola.
Bajo el liderazgo de Mansour, el Manchester City ha levantado un total de 14 títulos: la FA Cup 2010-11, la Premier League 2011-12, la Community Shield 2012, la EFL Cup 2013-14, la Premier League 2013-14, la EFL Cup 2015-16, la EFL Cup 2017-18, la Premier League 2017-18, la Community Shield 2018, la EFL Cup 2018-19, la Premier League 2018-19, la FA Cup 2018–19, la Community Shield 2019 y la EFL Cup 2019–20. El mejor resultado europeo del City en ese lapso de tiempo fue la final de la UEFA Champions League 2022-23, donde terminaron como campeones luego de vencer al Inter de Milán por 1 a 0.

### Manchester City Women's Football Club
Aunque el Manchester City femenino había existido desde 1988 (bajo el nombre de Manchester City Ladies FC), existió únicamente como afiliado del club hasta agosto de 2012, con pocos recursos compartidos y con el CFG sin control sobre la gestión del club. Después de cuatro años de control del equipo masculino en Mánchester, el Abu Dhabi United Group, progenitores del City Football Group, eligió traer al equipo femenino también bajo su dominio, formando una asociación con el club que lo convertiría efectivamente en un equipo del Manchester City.
Muy poco después de tomar el control del club, el grupo emiratí anunció su intención de apoyar a su equipo femenino tanto como había apoyado al masculino, relanzando el club como Manchester City Women's Football Club y presionando con éxito para que el equipo se agregue al nivel superior. de la FA Women's Super League cuando se amplió, impulsada por promesas de niveles de apoyo y financiación inusuales en el fútbol femenino en el Reino Unido. Su apoyo fue retribuido rápidamente, con su equipo radicalmente reformado produciendo su primer gran trofeo en la FA Women's League Cup 2014, antes de perderse por poco un triunfo de liga la temporada siguiente.

### New York City Football Club
Cuando Soriano fue nombrado director ejecutivo del Manchester City en agosto de 2012, el comisionado de la Major League Soccer, Don Garber, le comunicó acerca del New York City, con el cual ya había sostenido conversaciones con él en su cargo anterior como vicepresidente del Barcelona. En diciembre de 2012, fuentes no identificadas dijeron a los medios que el Manchester City estaba cerca de ser anunciado como los nuevos propietarios del vigésimo equipo de la MLS, y la marca "New York City FC" era una marca registrada, aunque el club rápidamente negó los dichos. Tiempo después, Garber anunció en marzo de 2013 que estaba casi listo para presentar el nuevo equipo de expansión y el 21 de mayo, New York City FC fue anunciado oficialmente como la vigésima franquicia de la MLS. El equipo es propiedad en un 80% de CFG y el 20% restante es propiedad de Yankee Global Enterprises, la empresa matriz del club de béisbol New York Yankees.
Para vincular al club con su matriz inglesa, el nuevo equipo de la MLS contrató como su primer empleado al exjugador del Manchester City, la MLS y la selección nacional de Estados Unidos, Jason Kreis, para que se desempeñe como el primer entrenador del equipo. En 2016, el entrenador de la academia del Manchester City, Patrick Vieira se mudó a Nueva York para administrar el primer equipo de NYC.

### Melbourne City Football Club
La propiedad del club por parte del grupo se anunció el 23 de enero de 2014, con la noticia de que el Manchester City había adquirido el entonces llamado Melbourne Heart por 12 millones de dólares. Después de varios días de conversaciones en Melbourne y Sídney, los ejecutivos del City cerraron el acuerdo por el que poseían el 80% del club australiano; y luego, el City Football Group compró el otro 20% que estaba en manos de un consorcio de empresarios aliados del club de la liga australiana de rugby Melbourne Storm.
La adquisición del club australiano de la A-League se produjo solo unos días después de que se presentara una solicitud de marca registrada con el nombre "Melbourne City Football Club" el 16 de enero. Los accionistas minoritarios de Melbourne Heart también registraron el nombre comercial "Melbourne City FC" en la Comisión Australiana de Valores e Inversiones (ASIC) y compraron el nombre de dominio "MelbourneCityFC.com.au". En agosto de 2015, CFG compró el consorcio deportivo para adquirir el 100% de la propiedad del club.

#### Melbourne City Youth
Como parte de la expansión de National Premier Leagues Victoria 1 (ahora conocida como NPL Victoria 2), se aceptó una solicitud de Melbourne City para presentar un equipo basado en su equipo juvenil ahora desaparecido en la competencia junto con cinco nuevos participantes adicionales. El 6 de diciembre de 2014 anunciaron la creación de su equipo NPL, que comenzó a competir en la temporada 2015.

#### Melbourne City Women's Football Club
Tras el éxito de su inversión en el equipo femenino del Manchester City, CFG anunció su continuo apoyo al fútbol femenino con la creación de un departamento femenino en Melbourne en 2015, que fue aceptado como equipo de expansión en la W-League.
Al enfrentarse a una liga privada de una inversión significativa, el apoyo del CFG a su equipo produjo una victoria absoluta en el tablero, con su equipo femenino invicto ya que ganaron tanto la liga como la serie de play-offs en la primera vez que preguntaron en el W-League 2015-16, estableciendo una serie de récords de clubes y jugadoras sobre la marcha.

### Yokohama F. Marinos
El 20 de mayo de 2014, se anunció que el City Football Group había invertido en una participación minoritaria de Yokohama F. Marinos, creando una sociedad con el club de fútbol y el fabricante de automóviles Nissan. Se estima que CFG posee el 20% de las acciones existentes de Yokohama F. Marinos, pero a través del establecimiento de una subsidiaria con sede en Japón puede buscar eventualmente poseer una participación mayoritaria en el club.

### Montevideo City Torque
El 5 de abril de 2017, CFG anunció que había adquirido el Club Atlético Torque, un club de Montevideo que actualmente juega en la Segunda División de Uruguay.
El 22 de enero de 2020 se anunció que el Club Atlético Torque había cambiado el nombre de su club a Montevideo City Torque, con un cambio en el escudo del equipo. El nombre y el escudo se eligieron para reflejar sus vínculos con el Manchester City y los otros clubes del City Football Group. Al mismo tiempo, se anunció que el club comenzaría a trabajar en la construcción de una nueva academia y complejo administrativo, destinado a ser uno de los centros de academia más avanzados de América del Sur.

### Girona Fútbol Club
El 23 de agosto de 2017, se anunció que el City Football Group había adquirido el 44,3% del Girona FC de la Primera División de España. Otro 44,3% estaba en manos del Girona Football Group, dirigido por Pere Guardiola, hermano del técnico del Manchester City, Pep Guardiola. El Manchester City había prestado previamente a Girona a varios jugadores mientras estaban en la Segunda División, en lo que algunos vieron como un intento de atraer a Pep Guardiola al Manchester City. En agosto de 2018, el Girona tenía dos cedidos, ambos de 21 años, del Manchester City.

#### Girona B
En línea con el estándar español de equipos importantes que operan equipos B como equipos de desarrollo para jugadores más jóvenes, Girona posee un equipo subsidiario llamado simplemente Girona B, luego de la incorporación en 2011 del otrora equipo independiente CF Riudellots. En el momento de la compra del Girona por el CFG, el club operaba en la división Segona Catalana, el sexto nivel del fútbol en España. Como equipo B oficial, el Girona B no es elegible para el ascenso a una división más alta que cualquier otro equipo afiliado al Girona por encima de ellos en las ligas. Tampoco es elegible para jugar en ninguna competición de copa en la que ya compita el propio Girona.
Girona también operaba un equipo B principal, CF Peralada-Girona B, aunque este equipo estaba simplemente asociado con Girona y ni Girona ni CFG tenían ninguna participación en la propiedad del club. En 2019, se dio por terminada la afiliación con Peralada al descender a Tercera División.

#### Girona FC Femení A
Aunque habían operado un lado femenino desde 2017, Girona Femení A nació recién en 2020, cuando Girona compró la sección femenina del club local Sant Pere Pescador, y les cambió el nombre para que coincidiera con la identidad del club.

#### Girona FC Femení B
Aunque el Girona FC operó un equipo femenino sénior durante varios años, las limitaciones financieras los obligaron a dejar de operar en el nivel sénior en 2013 y en el 2017 el club catalán operaba solo 3 equipos juveniles con un total de 41 jugadoras juveniles en su sistema. Apenas dos meses antes de que CFG comprara la propiedad del Girona FC, el club anunció una expansión de su configuración femenina, incluida la restauración del equipo femenino sénior, para comenzar a competir en el quinto nivel del fútbol femenino en España.

### Sichuan Jiuniu Football Club
El 20 de febrero de 2019, se anunció que City Football Group, UBTECH y China Sports Capital habían adquirido el Sichuan Jiuniu FC.

### Mumbai City Football Club
El City Football Group fue anunciado como accionista mayoritario de Mumbai City el jueves 28 de noviembre de 2019 después de adquirir el 65% del club. Mumbai City FC es un club de fútbol profesional con sede en Mumbai, que compite en la Superliga india.

#### Mumbai City FC Reserves
Se anunció que las reservas del Mumbai City FC competirán por primera vez en la 2.ª división de la I-League, el tercer nivel del fútbol indio.

### Lommel SK
CFG fue anunciado como accionista mayoritario de Lommel SK el lunes 11 de mayo de 2020 adquiriendo la mayoría (sin especificar) de las acciones del club. Lommel SK es un club de fútbol profesional con sede en Lommel, que compite en la Segunda división de Bélgica.

### ES Troyes AC
El 3 de septiembre de 2020, el City Football Group anunció que había comprado las acciones del antiguo propietario del club de la Ligue 2 Troyes AC, Daniel Masoni, convirtiéndose en el accionista mayoritario del club francés de la Ligue 1.

#### ES Troyes AC Reserves
El lado de desarrollo de Troyes AC, conocido indistintamente como Troyes AC Reserves y Troyes AC 2, juega en el Grupo F (Grand Est) del Championnat National 3, el quinto nivel del sistema de liga de fútbol francés.

#### ES Troyes AC Féminine
El ESTAC Troyes está representado en el fútbol femenino por el Troyes AC Féminine, un equipo sénior que compite en Grand Est Regional 1 (el tercer nivel del fútbol femenino en Francia), al que se le negó el ascenso a la División 2 Féminine por el cierre anticipado de la temporada 2019-20 debido a la pandemia de COVID-19.

### Palermo Football Club
En julio del 2022, el grupo adquirió una participación mayoritaria del 80% del Palermo Football Club de la Serie B italiana.

### Esporte Club Bahía
El 3 de diciembre del 2022, el City Football Group adquirió el 90% del Esporte Clube Bahia del Brasileirao. El acuerdo se finalizó a principios del 2023.

## Futuros clubes
Cuando se les habló en entrevistas tanto internas como externas, el personal sénior de City Football Group no ocultó sus planes continuos para la expansión del grupo, y el presidente del grupo, Khaldoon Al Mubarak, comentó que "Diría que cuando surja la oportunidad, y estamos buscando oportunidades, puede esperar que aumentemos la cantidad de clubes que ya tenemos dentro de esa organización". Aunque ese personal rara vez se identificará con los lugares exactos en los que están buscando, se ha comentado que CFG apunta al menos a tener un equipo en cada continente, con vínculos a un potencial equipo chino particularmente fuerte tras una inversión de 265 millones de libras esterlinas en el grupo por parte de dos empresas chinas, mientras que India ha sido sugerida por Tom Glick, director comercial del grupo. John Comitis, propietario del equipo sudafricano Cape Town City FC y anterior ingeniero de la relación laboral entre el Ajax y el Ajax Cape Town, solicitó la inversión de City Football Group, aunque los ejecutivos del grupo no comentaron sobre el vínculo ni sobre tal asociación, finalmente surgió.
El CFG se ha relacionado previamente con la inversión en los equipos europeos Saint-Étienne, Estoril y Boavista.
El 13 de julio de 2017 se informó que el club River Ecuador FC de la Serie A ecuatoriana había sido comprado por CFG después de que el club anunciara que había cambiado su nombre a Guayaquil City FC; CFG no emitió ninguna declaración de confirmación, y después de varios días, la fuente principal que defendía el enlace, MKT Esportivo, eliminó su artículo luego de una ola de periodistas que negaron el enlace en las redes sociales.
Poco después de invertir en el club chino Sichuan Jiuniu, Ferran Soriano admitió en marzo de 2019 que el CFG estaba considerando invertir en un club indio para finales de año, y que era probable que dos o tres clubes más pudieran unirse al grupo en la próxima década. Sin embargo, en la misma conferencia de prensa, también admitió que el City Football Group no estaba considerando ninguna otra adquisición de clubes europeos, ya que su enfoque estaba en la inversión a largo plazo en países donde era probable que el fútbol creciera en popularidad, como en India, a diferencia de los mercados establecidos.
El 24 de mayo de 2019, se informó que CFG había expresado interés en comprar un club de la Superliga de Malasia después de que Ferran Soriano visitara al ministro de Deportes de Malasia, Syed Saddiq, en su oficina en Putrajaya; esto fue refutado en los días siguientes.
El 9 de agosto de 2025, el portal partidario LosMillonarios.net dio a conocer que la dirigencia de Millonarios Fútbol Club mantiene conversaciones avanzadas con el City Football Group, conglomerado internacional propietario de varios clubes de fútbol alrededor del mundo, para concretar una posible venta de la institución. La noticia generó gran interés entre la afición y la prensa deportiva nacional, dado el impacto que podría tener la llegada del grupo empresarial en el ámbito administrativo, deportivo y financiero del club.

## Partidos entre equipos del CFG
Aunque el City Football Group ha existido durante varios años, los calendarios y las prioridades de las competencias oficiales han limitado la cantidad de ocasiones en las que los equipos de CFG han podido disputar partidos entre sí. El siguiente registro muestra los partidos jugados entre equipos del grupo mientras ambos eran propiedad de este:
| Amistoso; 18 de julio de 2015, 18:00 UTC-04:00 | Manchester City | 1:0 (0:0) | Melbourne City | Estadio Robina, Robina, Gold Coast, Australia |  |
|                                                | - Nasri 86'     | Reporte   |                |                                               |  |

| Amistoso; 17 de febrero de 2016, 18:00 UTC-04:00 | Manchester City Womens                | 3:0 (1:0) | Melbourne City Womens | New York University Abu Dhabi, Abu Dhabi, EAU |                              |
|                                                  | - Houghton 34' 75' - Christiansen 50' | Reporte   |                       | Asistencia: 500 espectadores                  | Asistencia: 500 espectadores |

| Amistoso; 15 de agosto de 2017, 18:00 WET | Girona FC   | 1:0 (1:0) | Manchester City | Estadio Montilivi, España, Gerona                               |                                                                 |
|                                           | - Portu 13' | Reporte   |                 | Asistencia: 10.235 espectadores Árbitro(s): David Medié Jiménez | Asistencia: 10.235 espectadores Árbitro(s): David Medié Jiménez |

| Amistoso; 27 de julio de 2018, 19:00 UTC+05:30 | Girona FC                                                             | 6:0 (3:0) | Melbourne City | Estadio Jawaharlal Nehru, Kochi, India |  |
|                                                | - Portu 10' 16' - Lozano 24' - Juanpe 51' - Andzouana 68' - Porro 90' | Reporte   |                |                                        |  |

| Amistoso; 27 de julio de 2019, 19:30 UTC+09:00 | Yokohama Marinos | 1:3 (1:2) | Manchester City                               | Estadio Nissan, Yokohama, Japón |                                 |
|                                                | - Endō 23'       | Reporte   | - 18' De Bruyne - 40' Sterling - 90+2' Nmecha | Asistencia: 65.052 espectadores | Asistencia: 65.052 espectadores |

| Amistoso; 17 de diciembre de 2022, 10:00 UTC+05:00 | Manchester City              | 2:0 (2:0) | Girona FC | Manchester City Academy Stadium, Mánchester, Inglaterra |                                |
|                                                    | - De Bruyne 5' - Haaland 18' | Reporte   |           | Asistencia: 4.500 espectadores                          | Asistencia: 4.500 espectadores |

## Clubes socios del City Football Group

### Club Bolívar
El 12 de enero de 2021 se anunció que el Club Bolívar se había convertido en el primer club "socio" del grupo. El presidente del club Marcelo Claure también forma parte del grupo propietario del Inter Miami CF junto a David Beckham como además de ser el jefe de operaciones de SoftBank Group con Masayoshi Son (CEO de SoftBank) así como Jorge Mas y Jose Mas de MasTec respectivamente.

### Vannes Olympique Club
El 17 de febrero del 2021 se anunció que el Vannes, club francés de la Championnat National 2 (cuarta división) se había convertido en el último club asociado del grupo. Los dos clubes ya estaban vinculados después de que el presidente de Vannes, Maxime Ray, se uniera a CFG para convertirse en accionista minoritario de Troyes AC como parte de la compra de 2020, aunque acordó no tener ningún papel operativo en Troyes como parte de la adquisición.

### Istanbul Başakşehir Futbol Kulübü
El 18 de febrero de 2024 se anunció que el Istanbul, club turco de la Superlig (primera división) se había convertido en el tercer club asociado del grupo.

## Otros negocios
El 25 de julio de 2017, el City Football Group firmó una asociación de empresa conjunta con Goals Soccer Centers, un operador de campos de fútbol sala, para invertir capital en las operaciones estadounidenses de la empresa con el fin de expandirse en América del Norte. El 3 de febrero del 2020, CFG compró el 50% restante para tomar la propiedad total de la empresa conjunta, que operaba bajo el nombre americanizado Goals Soccer Centers, luego de que su socio casi colapsara como resultado de acusaciones históricas de fraude.